# 伞形目
伞形目（学名：Apiales）又名繖形花目，是被子植物真双子叶植物下的一个目。下面包含五加科、繖形花科兩個比較大的科別，這兩個科別的植物有很多著名的药材，例如五加科中有人參屬與五加屬，繖形花科有名的當歸、柴胡與白芷以及可以食用的胡蘿蔔與芹菜等。

## 分类

### 内部分类
在APG系统（截至APG IV）中，伞形目包含以下7个科：
- 伞形科 Apiaceae Lindl. (1836), nom. cons.
- 五加科 Araliaceae Juss. (1789), nom. cons.
- 南茱萸科 Griseliniaceae J.R.Forst. & G.Forst. ex A.Cunn. (1839)
- 裂果枫科 Myodocarpaceae Doweld (2001)
- 毛柴木科 Pennantiaceae J.Agardh (1858)
- 海桐科 Pittosporaceae R.Br. (1814), nom. cons.
- 鞘柄木科 Torricelliaceae 胡先驌 (1934)